# Bathyplectes rufipes
Bathyplectes rufipes là một loài tò vò trong họ Ichneumonidae.